# Megastigmus pergracilis
Megastigmus pergracilis är en stekelart som beskrevs av Girault 1915. Megastigmus pergracilis ingår i släktet Megastigmus och familjen gallglanssteklar. Inga underarter finns listade i Catalogue of Life.